# Henreader
Henreader(へんりいだ) é uma mangaká e ilustradora japonesa, natural da região de Hokkaido.

## Histórico
Estreou como mangaká em 2011. Inicialmente, era reconhecida por suas habilidades em transmitir o encanto de suas personagens femininas, era ativa principalmente em revistas de mangá para adultos da editora Wanimagazine, No entanto, sua visibilidade para o público em geral aumentou após trabalhar nas ilustrações da light novel de comédia "Kyou kara Ore wa Loli no Himo!", conhecido como "LoliHimo".
A serialização da adaptação em mangá de "Lolihimo" foi iniciada na edição de maio de 2018 da revista Young Champion Retsu, publicada pela Akita Shoten, com a arte sendo feita pela mesma.

## Lista de trabalhos

### Mangás
Adulto
1. "Hatsukoi Ribbon." [3] Lançado em 30 de agosto de 2014 [4] Wani Magazine Co., Ltd. (Wani Magazine Comics Special),ISBN 978-4-86269-323-5
2. "Onnanoko Party." Lançado em 31 de agosto de 2017 [5], GOT Comics ,ISBN 978-481480-047-6
3. "Motto! Hatsukoi Ribbon.” Lançado em 30 de novembro de 2020 [6], GOT Comics,ISBN 978-4-82360-103-3

Para todas as idades
- "Kyou kara ore wa loli no hi mo!"[7], 2018-2022, Akatsuki Yuki (autor original), Akita Shoten, Young Champion Retsu Comics , 6 volumes publicados

### Ilustração
- “ Kyou kara ore wa loli no hi mo”[2],  2016 - até o presente, Akatsuki Yuki (autor), KADOKAWA < MF Bunko J >, 6 volumes publicados (em 25 de janeiro de 2019)
- "Nekopara" (Image card do episódio 10 do anime para TV, 2020)